# Manhattan Melodrama
Manhattan Melodrama (bra: Vencido pela Lei) é um filme estadunidense de 1934 produzido pela MGM, dirigido por W. S. Van Dyke e estrelado por Clark Gable, William Powell e Myrna Loy.

## Informação
Filmado relativamente rápido e com um custo modesto, esperava-se que o filme desse algum lucro, mas não que causasse impacto algum no público. Seu sucesso surpreendeu o estúdio e transformou Powell e Loy em estrelas, naquela que foi a primeira de quatorze parcerias entre os dois. Também solidificou o sucesso de Gable, que se tornou o ator mais popular da MGM, além de ter sido um dos primeiros filmes de Mickey Rooney, que interpretou o personagem de Gable quando criança.

## Sinopse
O filme conta a história de Blackie Gallagher (Gable) e Jim Wade (Powell), dois grandes amigos. Quando adultos, Gallagher e Wade encontram caminhos diferentes para ganhar a vida. Enquanto o exuberante Gallagher se tornou um falsário, o estudioso Wade se tornou promotor. Apesar das diferenças, os dois se entendem e se respeitam. Quando Wade conhece Eleanor (Loy) e se casa com ela, Gallagher também acaba se apaixonando pela moça, mas a amizade entre os dois prevalece. Wade avança na carreira e tenta se eleger governador e consegue quando Gallagher mata um candidato concorrente. Condenado pelo assassinato, Gallagher é sentenciado à pena de morte e Wade, como governador, tem o poder de comutar sua sentença. No final do filme, Wade visita Gallagher na prisão e o último rejeita a sugestão do amigo de aceitar o que o destino lhe reserva. O filme acaba com Wade desistindo do cargo após revelar como conseguiu a eleição.

## Prêmios
Arthur Caesar venceu o Oscar de melhor roteiro original por este filme.

## Curiosidades
Manhattan Melodrama entrou para a história quando o infame gângster John Dillinger foi baleado a morte por agentes federais após ter assistido a uma sessão do filme num cinema de Chicago. Loy foi uma das que expressaram desgosto pelo fato do estúdio ter usado o evento para promover o filme.